# CZ 2075 RAMI半自動手槍
CZ 2075 RAMI是一款由捷克槍械製造商烏爾斯基·布羅德兵工廠所設計及生產的半自動手槍，發射9×19毫米和.40 S&W這兩種口徑的手枪子彈。
它具有雙排交錯排列式彈匣，全金屬結構或可選的聚合物結構底把，以及錘鍛製浮動式槍管。該槍的名字RAMI是將設計師名字的前兩個字母Radek Hauerland和Milan Trkulja相結合而來。

## 設計

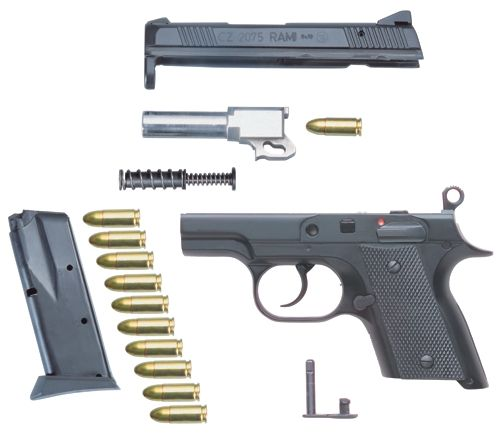
CZ 2075 RAMI的不完全分解。可見分為套筒、槍管、復進彈簧總成、底把、套筒阻和彈匣。另附有數發子彈。

RAMI的設計與CZ 75類似，但大幅縮小其整體尺寸，令CZ 75等類似但笨重的大尺寸手槍可被替換為一把理想的隱蔽攜帶武器。
RAMI具有9×19毫米和.40 S&W這兩種口徑。根據口徑，9×19毫米型的彈匣彈藥容量將由10+1發或14+1發（彈匣以內10發或14發，膛室內一發）不等。.40 S&W型則是7+1發或9+1發。
RAMI可在扳機處於單動或雙動時發射。2075 RAMI還具有全長套筒槽，可最大限度地減少動作中的誤差並且提高整體精度。2075設有套筒鎖，可以在彈匣的最後一發都發射了以後保持膛室開放，起了空槍掛機的作用。
RAMI可快速拆卸以進行清潔和維護。拆卸時，先把套筒阻推出，而套筒從手槍底把上向前拉出。這樣就可以進一步拆卸槍管、復進彈簧和扳機組件。而進一步的完全分解（例如清潔撞針）應僅由有能力的槍匠進行。

## 衍生型

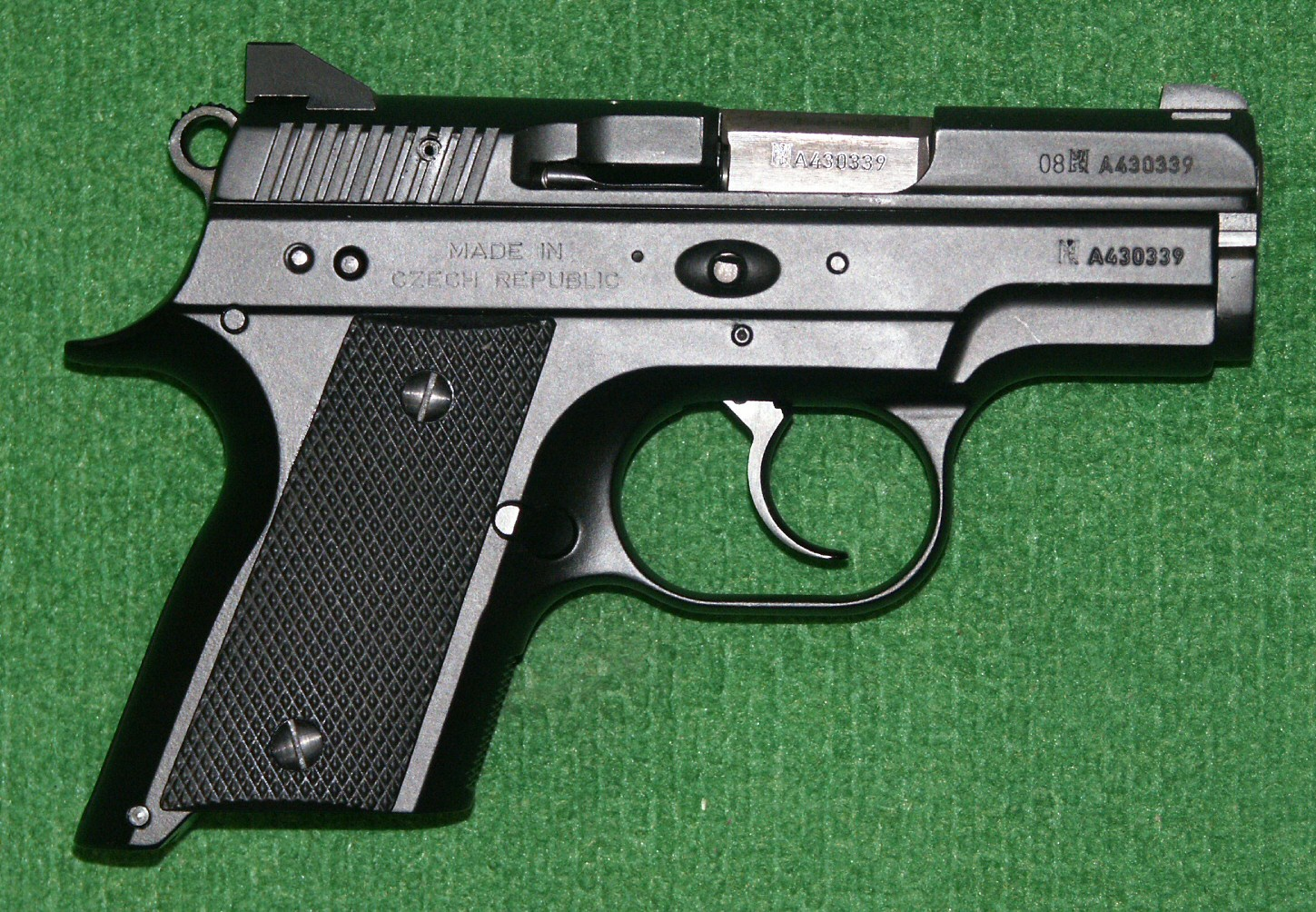
CZ 2075D RAMI半自動手槍。

CZ 2075 RAMI有兩種生產型號：合金底把型號（意為手槍套筒以下的槍身是由金屬構成）或聚合物底把型號。合金底把型號具有增加堅固耐用性、可定制的握把和增加重量的優點，有助於射擊時吸收後座力。而聚合物底把型號則是耐腐蝕聚合物和重量更為輕便（兩種屬性都是為了追求可個人隱蔽攜帶手槍）。兩種型號都具有9×19毫米或是.40 S＆W口徑。9×19毫米口徑型可以使用延長彈匣，將彈藥容量提高至14+1發。CZ 2075 RAMI還可使用所有標準的CZ 75彈匣，包括SP-01的18發彈匣，SP-01幻影型的19發彈匣和ProMag的32發彈匣。
截至2011年，CZ 2075 RAMI聚合物底把型號已經停產。

## 保險功能

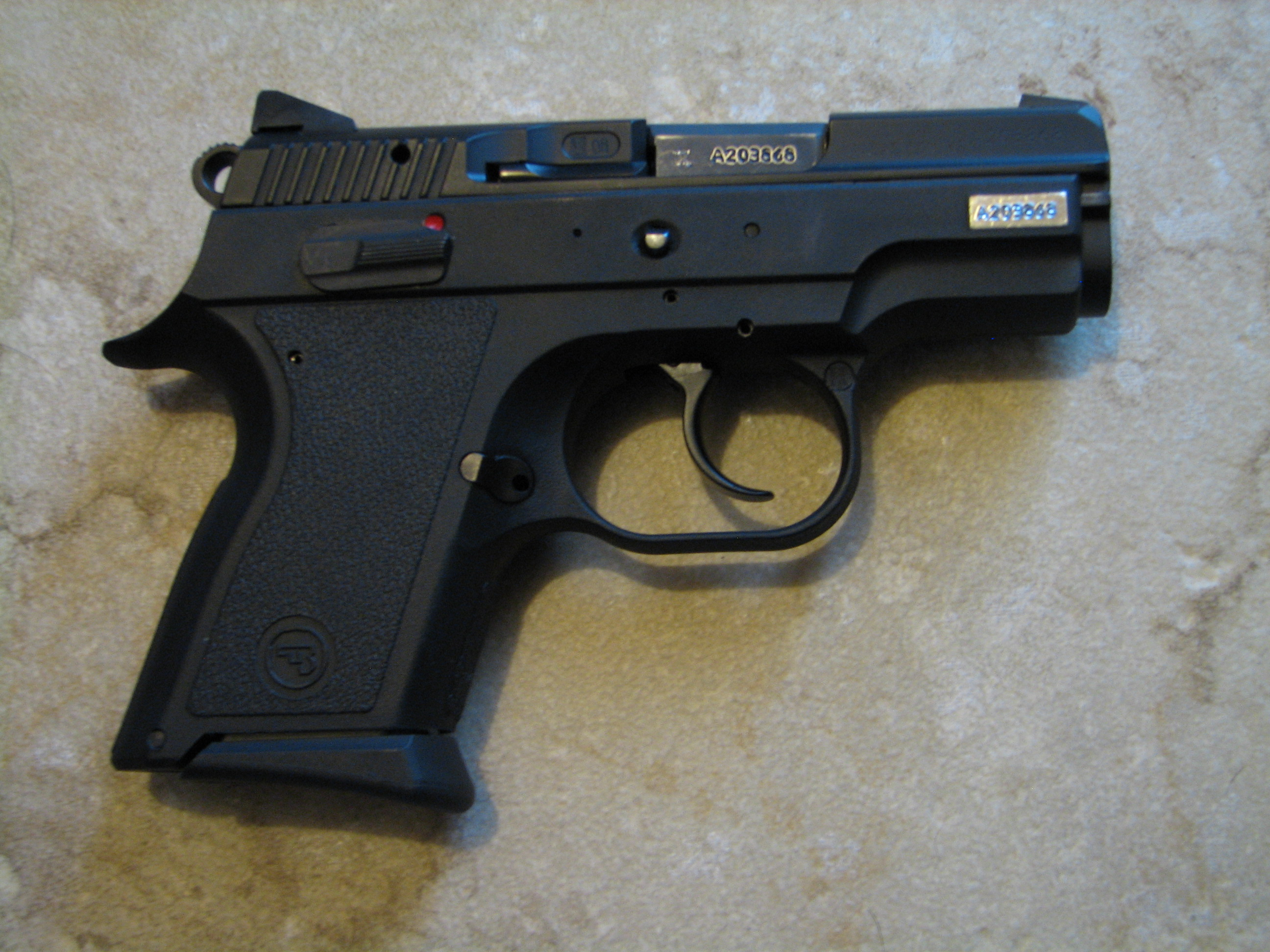
CZ 2075 RAMI P（聚合物底把型號）

大多數槍械，包括CZ 2075 RAMI在內，都具有保險功能，有助於盡量減低因疏忽而意外走火的風險。
CZ 2075具有慣性撞針保險，在手槍掉落的情況下，防止撞針穿過撞針孔突出，並與上膛的子彈底火接觸。
CZ 2075 BD型號將原來的手動保險裝置替換為待擊解脫桿（英語：Decocking lever），可讓使用者安全地降低外置式擊錘以鎖上全槍，防止意外擊發。待擊解脫機構會在將擊錘未待擊至待擊之間的位置形成擊錘扣位，其設計是為了防止拇指壓下擊錘期間過早脫手，進而導致擊錘撞擊撞針。扣動扳機會導致這個保險失效，進而令手槍發射。

## 瞄準具
CZ 2075 RAMI配有原廠內置的戰鬥型瞄準具（有時被稱為“三點式瞄準具”）。RAMI亦具有可用的夜間瞄準具，具有內置氚管以便在低亮度條件以下獲得更優良的可視性。

## 資料來源
1. 1 2 3  Scott E. Mayer. . Shooting Times Magazine.   [2016-03-12]. （原始内容存档于2016-03-17）.
2. ↑  . CZ USA.   [2008-02-11]. （原始内容存档于2008-02-20）.
3. ↑  CZ 2075 RAMI owner's manual
4. ↑  . learn About guns.   [2008-02-11]. （原始内容存档于2008-08-28）.
5. ↑  . CZUB.COM.   [2008-02-11]. （原始内容存档于2008-02-01）.

## 外部連結
- （英文）—Ceska Zbrojovka official website（页面存档备份，存于）
- （英文）—CZ-USA official website（页面存档备份，存于）